# Alcis stictineura
Alcis stictineura är en fjärilsart som beskrevs av George Francis Hampson 1907. Alcis stictineura ingår i släktet Alcis och familjen mätare. Inga underarter finns listade i Catalogue of Life.